# Kanton Darney
Darney is een kanton van het departement Vogezen in Frankrijk. Het kanton maakt deel uit van de arrondissementen Épinal (56) en Neufchâteau (25).

## Gemeenten
Het kanton Darney omvatte tot 2014 de volgende 21 gemeenten:
- Attigny
- Belmont-lès-Darney
- Belrupt
- Bonvillet
- Darney (hoofdplaats)
- Dombasle-devant-Darney
- Dommartin-lès-Vallois
- Escles
- Esley
- Frénois
- Hennezel
- Jésonville
- Lerrain
- Pierrefitte
- Pont-lès-Bonfays
- Provenchères-lès-Darney
- Relanges
- Saint-Baslemont
- Sans-Vallois
- Senonges
- Les Vallois

Bij de herindeling van de kantons door het decreet van 13 februari 2014, met uitwerking op 22 maart 2015, werden daar volgende 61 gemeenten aan toegevoegd:
- Les Ableuvenettes
- Ahéville
- Ainvelle
- Ameuvelle
- Bainville-aux-Saules
- Bazegney
- Begnécourt
- Bleurville
- Blevaincourt
- Bocquegney
- Bouzemont
- Châtillon-sur-Saône
- Circourt
- Claudon
- Damas-et-Bettegney
- Damblain
- Dommartin-aux-Bois
- Dompaire
- Fignévelle
- Fouchécourt
- Frain
- Gelvécourt-et-Adompt
- Gignéville
- Girancourt
- Godoncourt
- Gorhey
- Grignoncourt
- Hagécourt
- Harol
- Hennecourt
- Isches
- Lamarche
- Légéville-et-Bonfays
- Lironcourt
- Madonne-et-Lamerey
- Marey
- Maroncourt
- Martigny-les-Bains
- Martinvelle
- Mont-lès-Lamarche
- Monthureux-sur-Saône
- Morizécourt
- Nonville
- Racécourt
- Regnévelle
- Robécourt
- Rocourt
- Romain-aux-Bois
- Rozières-sur-Mouzon
- Saint-Julien
- Senaide
- Serécourt
- Serocourt
- Les Thons
- Tignécourt
- Tollaincourt
- Vaubexy
- Velotte-et-Tatignécourt
- Ville-sur-Illon
- Villotte
- Viviers-le-Gras

Op 1 januari 2017 werd de gemeente Rocourt toegevoegd aan de gemeente Tollaincourt, die hiermee het statuut van "commune nouvelle" kreeg.